# 圣索西奥圣殿
圣索西奥圣殿（意大利语：Basilica di San Sossio Levita e Martire），旧名天使之后堂，是一座罗马天主教宗座圣殿，位于意大利坎帕尼亚大区那不勒斯省弗拉塔马焦雷市。它是这个城市的历史和宗教的象征。
堂内保存有弗拉塔马焦雷的主保圣人圣索西奥、法尔瓦特拉和圣塞味利的圣髑。
该堂于1902年列为国家遗产。设有宗教艺术博物馆的总部。
该堂建于10-13世纪，为罗马式风格。